# Dicraeosaurus
Dicraeosaurus ("dvojitě vidlicovitý ještěr") byl rod středně velkého sauropodního dinosaura, který žil na konci jurského období (asi před 155 až 150 miliony let) na území dnešní východoafrické Tanzanie. 

## Historie

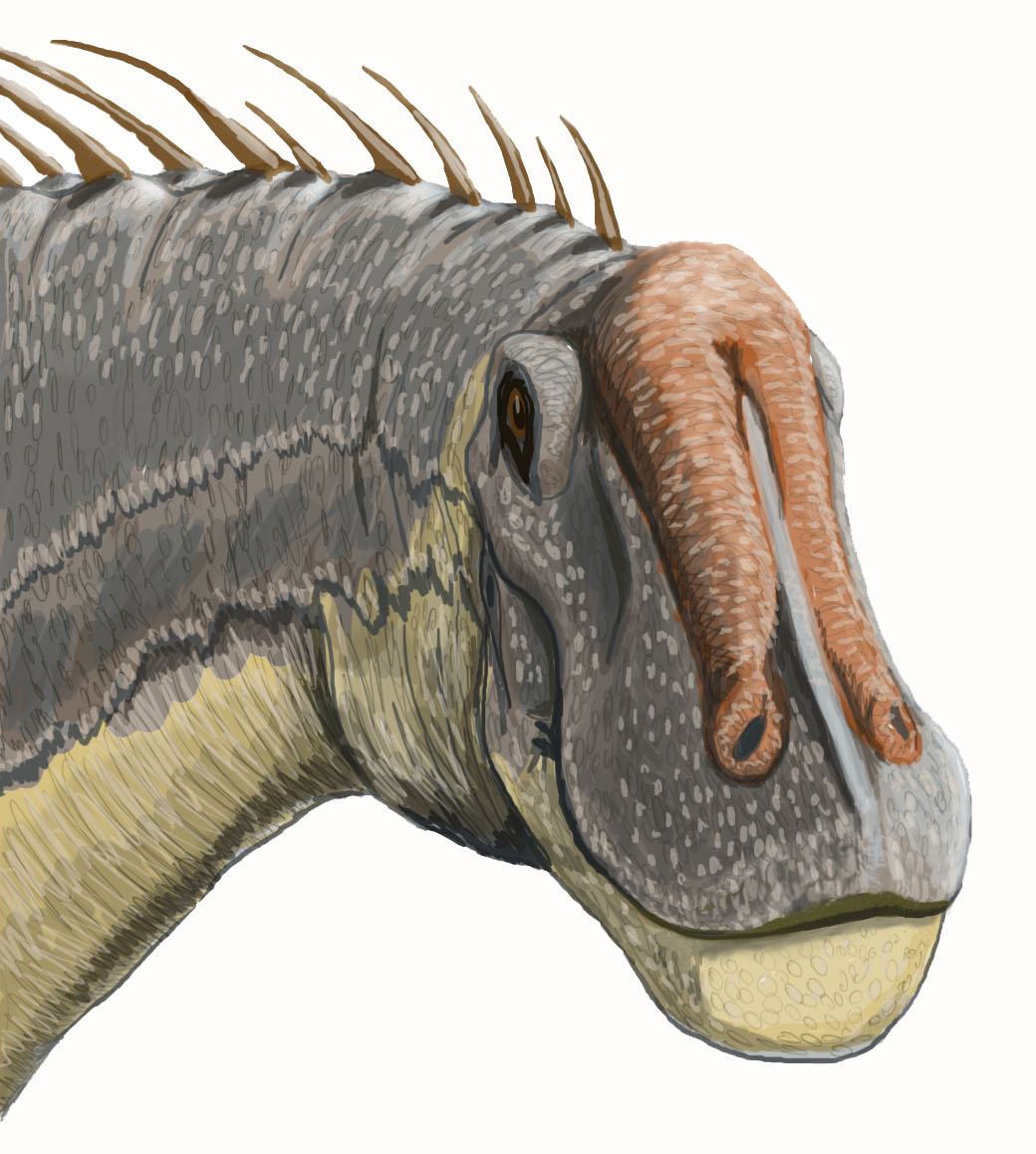
Rekonstrukce hlavy dikreosaura

Fosilie tohoto a dalších dinosaurů, objevených na lokalitě Tendaguru, byly dobře známé domorodým obyvatelům této oblasti již dlouho před příchodem evropských vědců. Fosilie tohoto dinosaura byly pak oficiálně objeveny německými paleontology, kteří prováděli výzkum na známé lokalitě Tendaguru v letech 1909-1913. V roce 1914 pak byl dikreosaurus popsán paleontologem Wernerem Janenschem. Rodové jméno odkazuje na tvar výběžků obratlů tohoto diplodokoidního sauropoda, které vybíhaly do tvaru písmene "Y".

## Popis

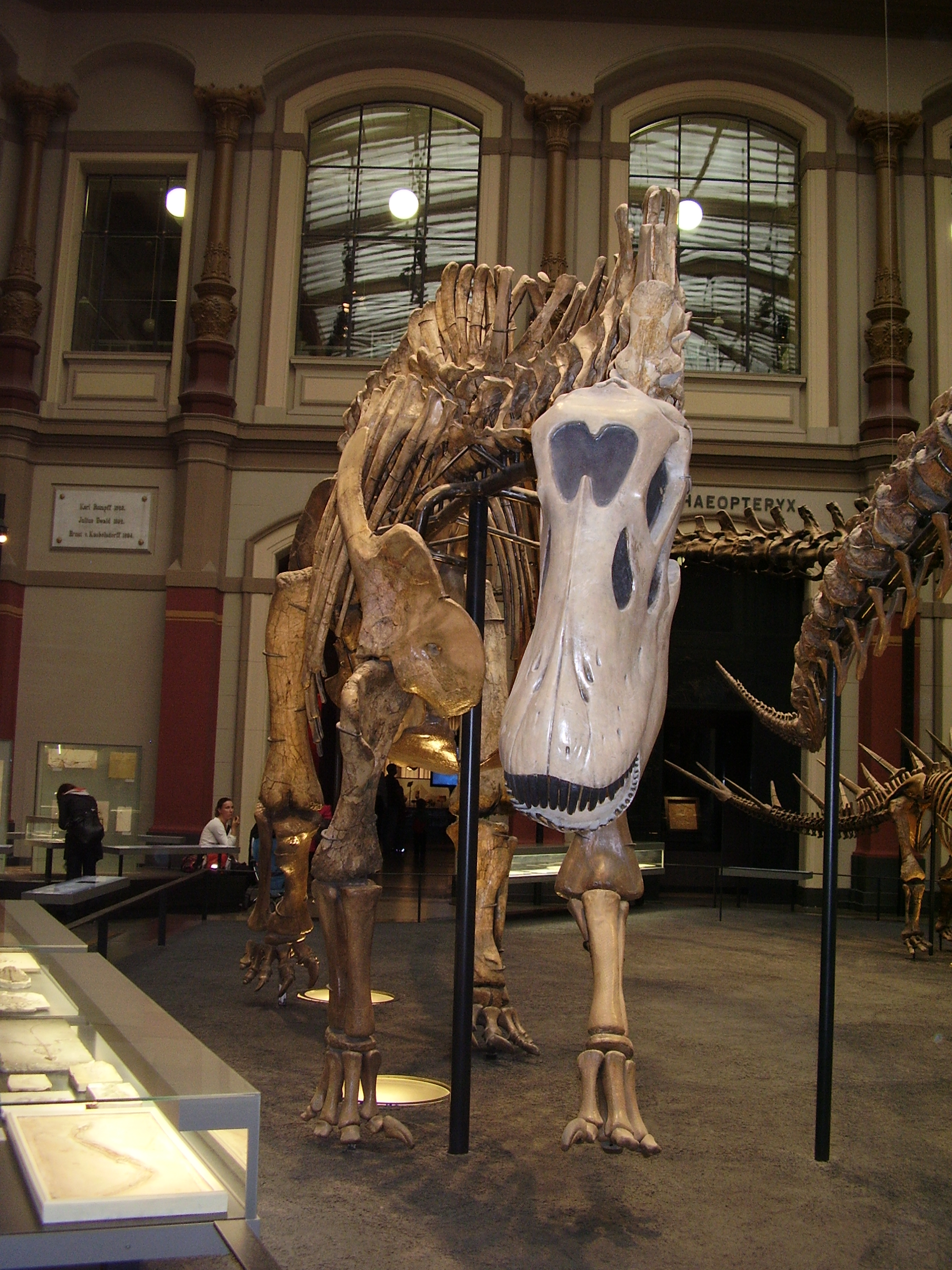
Rekonstruovaná kostra dikreosaura

Dicraeosaurus byl objeven na stejné lokalitě jako obří Giraffatitan brancai, oproti kterému byl i s délkou kolem 14 metrů a pětitunovou hmotností (druh D. sattleri pak s délkou 15 metrů a hmotností asi 6 tun) poměrně malým sauropodem. Hlava byla v poměru k ostatním diplodocidům poměrně velká a krk relativně široký a robustní. Tento čtyřnohý býložravec zřejmě spásal nízko rostoucí vegetaci, vzhledem k odlišné fyziognomii jeho potravních konkurentů (vysoký Giraffatitan a "nízký" stegosaurid Kentrosaurus) zřejmě nebyl vystaven přímé potravní kompetici. Kostra tohoto sauropoda je dnes vystavena například v berlínském přírodovědeckém muzeu Museum für Naturkunde.